# Дриновци (Дрниш)
Дриновци су насељено мјесто у саставу града Дрниша, у Шибенско-книнској жупанији, у Далмацији, Република Хрватска.

## Географија
Насеље се налази око 13 km западно од Дрниша.

## Историја
Дриновци су се од распада Југославије до јуна 1992. године налазили у Републици Српској Крајини.

## Становништво
Према попису из 1991. године, Дриновци су имали 471 становника. Према попису становништва из 2001. године, Дриновци су имали 227 становника. Насеље је према попису становништва из 2011. године имало 164 становника.
| Демографија | Демографија | Демографија |
| Година      | Становника  | Становника  |
| ----------- | ----------- | ----------- |
| 1961.       | 599         |             |
| 1971.       | 570         |             |
| 1981.       | 388         |             |
| 1991.       | 471         |             |
| 2001.       | 227         |             |
| 2011.       |             | 164         |

## Попис 1991.
На попису становништва 1991. године, насељено место Дриновци је имало 471 становника, следећег националног састава:
| Попис 1991.‍ | Попис 1991.‍ | Попис 1991.‍ | Попис 1991.‍ | Попис 1991.‍ |
| ----------- | ----------- | ----------- | ----------- | ----------- |
|             |             |             |             |             |
| Хрвати      | Хрвати      |             | 465         | 98,72%      |
| Срби        | Срби        |             | 3           | 0,63%       |
| остали      | остали      |             | 2           | 0,42%       |
| непознато   | непознато   |             | 1           | 0,21%       |
| укупно: 471 |             |             |             |             |